# Bistone
Bistone (in greco antico: Βίστων oppure Βιστών?) è un personaggio della mitologia greca ed è un eroe e semidio figlio di Ares e Calliroe, a sua volta figlia del dio-fiume Nesto.
È eponimo della città di Bistone situata in Tracia e capitale dei Bistoni.

## Mitologia
Bistone fondò la città di Bistone (o Bistonia) in Tracia, sulle rive del  lago di Vistonida. Introdusse in Tracia la pratica di tatuarsi con forme di occhi, sia presso gli uomini che le donne, in risposta all'oracolo che aveva previsto la vittoria contro i vicini Edoni se avessero avuto il corpo così decorato. I Bistoni erano noti per la loro natura guerresca e il culto di Ares, che adoravano sotto la forma di una spada.